# Rune Massing
Rune Massing (Leeuwarden, 18 augustus 1980) is een Nederlandse rechtshandige badminton-speler, die zowel in het dubbel- als in het enkelspel speelt. Hij speelt in competitieverband sinds 2005 voor VELO en daarna is hij uitgekomen in de Duitse competitie. Hij speelde eerder vanaf zijn vijftiende bij BV Van Zijderveld. Op 13 juni 2011 kondigde hij via zijn website aan een punt te zetten achter zijn carrière als international en de nationale selectie te verlaten. In februari 2013 werd bekend dat Rune Massing de nationale bondscoach van de Nederlandse badmintonselectie zal worden.
Massing heeft een Indonesische vader die hem vanaf zijn zesde badminton met de paplepel ingoot. Zodoende werd hij op zijn dertiende voor het eerst nationaal jeugdkampioen.

## Erelijst
2003:
- Winnaar van het Satellite circuit.

2006:
- Tweede in het Nederlandse nationale kampioenschap (verliezend finalist tegen Dicky Palyama).
- Tweede in het Israëlische open kampioenschap.